# Quo vadis? (2001)
Quo vadis? ist ein polnischer Monumental- und Historienfilm aus dem Jahr 2001 von Jerzy Kawalerowicz, der auf dem gleichnamigen historischen Roman von Henryk Sienkiewicz basiert. Der Film ist eine 18 Mio. US-Dollar teure Co-Produktion der Telewizja Polska, Kredyt Bank, HBO und des Filmstudios Kadr.
Im Zentrum der Handlung steht die sich entwickelnde Liebe eines römischen Patriziers zu einer christlichen Jungfrau vom Volk der Lygier (Gebiet des späteren Polen), die im Kontext grausamer Christenverfolgungen unter Kaiser Nero zur inneren Bekehrung und zur Taufe führt.
Quo vadis? wurde für die Oscarverleihung 2002 als polnischer Beitrag in der Kategorie Bester fremdsprachiger Film vorgeschlagen, jedoch nicht nominiert.

## Handlung
Rom, 64 n. Chr.: Lygia Kalina (kalina, poln. Schneeball), Königstochter der Lygier (Gebiet des heutigen Polens) ist als Geisel in Rom und gerät ins Visier des Patriziers Marcus Vinicius bei dessen Rückkehr aus Kleinasien. Vinicius ist in Lygia unsterblich verliebt und will sie unbedingt zur Konkubine. Zuhause angekommen, bittet er seinen Onkel Petronius, Kanzler des Römischen Reiches, um Unterstützung und stellt ihm Lygia im Garten von Aulus Plautius vor (im Film ist der Garten wegen Lygia, der christlichen Jungfrau, als Garten Eden dargestellt). Lygia zeichnet dort im Gespräch mit Vinicius stillschweigend ein Fisch-Symbol in den Boden, das Vinicius aber nicht versteht. Er weiß nicht, dass sie sich damit als Christin zu erkennen gibt. Da über römische Geiseln nur der römische Kaiser bestimmen darf und dieser Lygia in Plautius’ Obhut gab, erwirkt Petronius bei Kaiser Nero, dass dieser Lygia an Vinicius verschenkt. Mit größter Macht und weltlicher Autorität kommt Vinicius ins Haus Plautius zurück, um seine Konkubine abzuholen, und tobt, als sie dort nicht mehr zu finden ist. Wütend sucht er sie mit Hilfe des Scharlatans Chilon Chilonides und entdeckt dabei, dass sich Lygia bei Ursus sowie den Aposteln Petrus und Paulus versteckt hält.
Als Vinicius während einer Nacht Hals über Kopf Lygia zu entführen versucht, wird er schwer verletzt und gerät so in die Obhut der Christen, die ihn auf Wunsch Lygias bei sich wieder gesundpflegen. Die wahrhaftige Liebe der Christen verwandelt Vinicius. Er lernt, dass er Lygia nicht durch Macht und Gewalt bekommen kann, sondern nur durch ehrliche Hingabe, Aufrichtigkeit und durch Pflege eines reinen Herzens. Er bereut und konvertiert zum Christentum.
In der Nacht zum 19. Juli 64 n. Chr. brennt Rom nieder und es kommt zum Aufstand gegen den Kaiser. Der bezichtigt die Christen der Brandstiftung und befiehlt grausame Christenverfolgungen im Römischen Reich. Beim öffentlichen Leidensspektakel im Kolosseum lässt er sie den Löwen zum Fraß vorwerfen, kreuzigen oder bei lebendigem Leibe verbrennen. Auch Lygia droht nun dies Schicksal auf dem Rücken eines Stiers. Nachdem Ursus sie befreit hat und als die Massen im Kolosseum Lygias Leben begnadigen, flieht Vinicius mit ihr vor den christlichen Widersachern nach Sizilien. Im Wahn befiehlt Nero die Ermordung seines Freundes Petronius, weil der als Reichskanzler im Kolosseum als Erster für das Leben Lygias stimmte und in Rom nun selbst als Christ gesehen wird. Endgültig wahnsinnig geworden, manipuliert und vollständig überfordert, muss Kaiser Nero aber bald selbst vor seinen mächtigen Prätorianern fliehen und entzieht sich seiner Verantwortung durch Selbstmord im Jahr 68 nach Christus.

## Veröffentlichung
Die deutsche Synchronisation des Films erschien 2010 in einer drastisch verkürzten Version der originalen Miniserie, die weniger als die Hälfte der polnischen TV-Fassung zeigte und in Deutschland kaum bekannt wurde. Die MIG Film GmbH veröffentlichte den Film zudem mit einem DVD-Cover, das keinen einzigen Hinweis zum historischen Roman Sienkiewiczs enthält und dem Käufer suggeriert, der Film zeige überwiegend spannende, brutale und spektakuläre Kampfszenen historischer Römerschlachten. Eine Neuveröffentlichung der deutschen Synchronisation ist für den 15. August 2014 bei Edel Germany geplant, allerdings unter dem Titel Nero, der Tyrann Roms.

## Kritik
Das Epos machte Henryk Sienkiewicz 1905 zum Nobelpreisträger für Literatur. Eine polnische Filmadaption lag daher „denkbar nahe“. Das Ergebnis sei ein „großartiger Film mit aufwändigen Dreharbeiten und einer Besetzung mit Tausenden von Schauspielern“. kino.de sprach von „sehenswerter Ausstattung, krassen Killszenen in der Arena und gut aussehenden, doch wenig charismatischen Hauptdarstellern“. Cinema befand, die „kraftvolle[n], spirituell aufgeladene[n] Passagen lassen trotz einer lieblosen, teils unfreiwillig komisch geratenen Synchronisation die Könnerschaft des alten Meisters erkennen“.